# Combate de Camiara
El combate de Camiara tuvo lugar en el Perú el 31 de octubre de 1813, en la provincia de Tacna, distrito de Locumba, en el camino hacia Moquegua. Los sublevados en el alzamiento de la ciudad de Tacna a favor de la independencia se enfrentaron a las tropas realistas provenientes de Arequipa. Los revolucionarios fueron derrotados, y su líder, Enrique Paillardell, un independentista argentino de origen francés, tuvo que escapar al Alto Perú.
Enrique Paillardell, al mando de una columna que enarbolaba la bandera azul y blanca de Buenos Aires, se dirigió hacia Moquegua, pero las fuerzas realistas enviadas desde Arequipa y reforzadas con milicias locales les salieron al paso. El combate ocurrió en Camiara, en el valle de Sicana, en el distrito de Locumba, el 31 de octubre de 1813, en donde los revolucionarios fueron derrotados. Los rebeldes capitaneados por Enrique Paillardelle sumaban 500 hombres a caballo. Enfrente estaban las tropas del coronel José García de Santiago, superior en número. Paillardelle tuvo que escapar al Alto Perú con la pretensión de unirse a Belgrano, pero se supo que el general argentino había sido derrotado en la batalla de Vilcapugio y retrocedía; aunque finalmente pudo alcanzar al ejército rioplatense tras la batalla de Ayohuma.